# Attentat du 26 février 2016 à Hanovre
L'attaque au couteau survenue à Hanovre le 26 février 2016 est une attaque terroriste au couteau contre un policier à Hanovre, en Allemagne, par Safia S., une jeune fille de 15 ans née d'une mère marocaine et d'un père allemand. Elle a été élevée sous l'influence des prêches salafistes de ses parents, dès l'âge de 7 ans. Elle avait déjà fait l'objet d'une enquête de l'Office fédéral de protection de la Constitution en 2014 pour avoir préparé un crime grave et s'était rendue à Istanbul en novembre 2015 pour rencontrer des membres de l'État Islamique. Il s’agit de la première attaque signalée par un sympathisant de l’EI en Allemagne.

## Attaque
Le 26 février 2016, deux policiers, en pleine session de contrôles d'identité routiniers, se sont approchés d’une adolescente de 15 ans et lui ont demandé ses papiers d’identité. Une jeune fille a poignardé un policier à la nuque à la gare centrale de Hanovre, lui causant de graves blessures. L'officier a survécu après une opération chirurgicale. Après son arrestation, la police a trouvé un deuxième couteau, plus grand. Il s'agit de la première attaque terroriste solitaire signalée perpétrée par un sympathisant de l'État islamique en Allemagne,.

## Auteure
Safia S., la terroriste, âgée de 15 ans, est née à Hanovre d'une mère marocaine et d'un père allemand converti à l'islam. À l'âge de 7 ans, elle apparaît dans une vidéo récitant le Coran avec le prédicateur salafiste allemand Pierre Vogel.
En 2014, l'Office fédéral de protection de la Constitution, l'agence de renseignement intérieure allemande, a commencé à enquêter sur la jeune fille pour avoir préparé un crime grave en 2014.
La chaîne de télévision NDR a rapporté que le lendemain des attentats de Paris de novembre 2015, elle a décrit cet événement comme le « jour le plus heureux de [sa] vie », ajoutant : « Qu'Allah bénisse nos lions ». Selon un rapport de la Deutsche Welle, un membre de la famille a appelé les autorités pour exprimer ses inquiétudes concernant sa radicalisation, et la police a rencontré la famille quelques jours plus tard. En novembre 2015, la jeune fille s’est rendue à Istanbul où elle a rencontré des membres de l’EI qui envisageaient de l’aider à entrer en Syrie. En janvier 2016, elle est retournée en Allemagne. En janvier 2017, un tribunal a rapporté que des ordres avaient été donnés pour commettre un « attentat martyr » en Allemagne.

## Procès et condamnation
Son procès a commencé en octobre 2016, la presse a été interdite en raison du fait que l'accusée était mineure. Safia S. a été reconnue coupable de tentative de meurtre, d'aide à une organisation terroriste et de coups et blessures graves, et a été condamnée à 6 ans de prison.

## Complice
Mohamad Hasan K., un homme né en Syrie, a été accusé d'avoir été le complice de Safia. S. et de planifier une autre attaque terroriste en 2015. En tant que coaccusé de Safia S., il a été condamné à 2,5 ans de prison car il était au courant de l'attaque mais n'a pas alerté le gouvernement.